# Eleições estaduais no Rio Grande do Sul em 2002
As eleições estaduais no Rio Grande do Sul em 2002 aconteceram juntamente com as eleições federais no Brasil, em 1 de outubro (primeiro turno) e 29 de outubro (segundo turno). Desde 1994, como resultado de uma emenda constitucional que reduziu o mandato presidencial para quatro anos, todas as eleições federais e estaduais no Brasil coincidiram. As eleições estaduais decidem governadores e os deputados estaduais para as Assembleias Legislativas, além dos representantes do Estado no Congresso Nacional.

## Resultado da eleição para governador

### Primeiro turno
| Candidatos a governador do estado | Candidatos a vice-governador | Número | Coligação                                             | Votação   | Percentual |
| --------------------------------- | ---------------------------- | ------ | ----------------------------------------------------- | --------- | ---------- |
| Germano Rigotto PMDB              | Antônio Hohlfeldt PSDB       | 15     | União pelo Rio Grande (PMDB, PSDB, PHS)               | 2.426.880 | 41,17%     |
| Tarso Genro PT                    | Miguel Rossetto PT           | 13     | Frente Popular (PT, PCdoB, PCB, PMN)                  | 2.196.134 | 37,25%     |
| Antônio Britto PPS                | Germano Bonow PFL            | 23     | O Rio Grande em Primeiro Lugar (PPS, PFL, PSL, PTdoB) | 725.741   | 12,31%     |
| Celso Bernardi PPB                | Denise Kempf PPB             | 11     | —                                                     | 367.328   | 6,23%      |
| Aroldo Medina PL                  | Fernando Dalé PL             | 22     | —                                                     | 94.948    | 1,61%      |
| Caleb de Oliveira PSB             | Luiz Carlos Mattozo PSB      | 40     | —                                                     | 59.820    | 1,01%      |
| Julio Flores PSTU                 | Vera Rosane PSTU             | 16     | —                                                     | 7.027     | 0,12%      |
| José Vilhena PV                   | Gerson Rolim PV              | 43     | —                                                     | 6.232     | 0,11%      |
| Carlos Schneider PSC              | Aquilino Dalla Santa PSC     | 20     | —                                                     | 4.703     | 0,08%      |
| Luiz Carlos Martins PRONA         | Eni Ferreira PRONA           | 56     | —                                                     | 4.089     | 0,07%      |
| Oscar de Souza PCO                | José Antônio Marinho PCO     | 29     | —                                                     | 1.429     | 0,02%      |
| Luiz Carlos Prates PTN            | Simone Pereira PTN           | 19     | —                                                     | 1.113     | 0,02%      |

### Segundo turno
| Candidatos a governador do estado | Candidatos a vice-governador | Número | Coligação                               | Votação   | Percentual |
| --------------------------------- | ---------------------------- | ------ | --------------------------------------- | --------- | ---------- |
| Germano Rigotto PMDB              | Antônio Hohlfeldt PSDB       | 15     | União pelo Rio Grande (PMDB, PSDB, PHS) | 3.148.788 | 52,67%     |
| Tarso Genro PT                    | Miguel Rossetto PT           | 13     | Frente Popular (PT, PCdoB, PCB, PMN)    | 2.829.527 | 47,33%     |

## Resultado da eleição para senador
| Candidatos a senador da República | Candidatos a suplente de senador                   | Número | Coligação                                             | Votação   | Percentual |
| --------------------------------- | -------------------------------------------------- | ------ | ----------------------------------------------------- | --------- | ---------- |
| Sérgio Zambiasi PTB               | Claudio Manfroi PTB Edir Domeneghini PTB           | 144    | —                                                     | 2.902.120 | 26,32%     |
| Paulo Paim PT                     | Roberto Macagnan PCdoB João Carlos Moraes PCdoB    | 133    | Frente Popular (PT, PCdoB, PCB, PMN)                  | 2.102.904 | 19,07%     |
| Emília Fernandes PT               | Humberto Sorio PCB José da Mota Filho PT           | 131    | Frente Popular (PT, PCdoB, PCB, PMN)                  | 2.018.438 | 18,31%     |
| José Fogaça PPS                   | Arnaldo Prieto PFL Hilda de Souza PPS              | 231    | O Rio Grande em Primeiro Lugar (PPS, PFL, PSL, PTdoB) | 1.812.767 | 16,44%     |
| Odacir Klein PMDB                 | Lélio Souza PMDB Iara Rosa Leite PMDB              | 151    | União pelo Rio Grande (PMDB, PSDB, PHS)               | 723.707   | 6,56%      |
| Vicente Bogo PSDB                 | Leopoldo Girardi PSDB Cinthia de Silveira PSDB     | 456    | União pelo Rio Grande (PMDB, PSDB, PHS)               | 549.965   | 4,99%      |
| Hugo Mardini PPB                  | João Carlos Nedel PPB Abel Abreu Dourado PPB       | 111    | —                                                     | 395.095   | 3,58%      |
| Valdir Caetano PL                 | Sirlei Dalla Lana PL Janete Tavares PL             | 222    | —                                                     | 213.218   | 1,93%      |
| João Bosco Vaz PDT                | Sandra Teixeira PDT Sérgio Marchese PAN            | 123    | PDT, PAN                                              | 194.718   | 1,77%      |
| Marcos Cittolin PSB               | Dirnei Vieira PSB Maria Taffarel PSB               | 401    | —                                                     | 62.481    | 0,57%      |
| Marisa Medeiros PRONA             | Maria Isabel Teixeira PRONA Heloísa Ferreira PRONA | 565    | —                                                     | 15.790    | 0,14%      |
| Paulo Renato PV                   | Carmem Veiga PV Gilson do Rego Pires PV            | 434    | —                                                     | 10.610    | 0,10%      |
| Paulo Barela PSTU                 | Carlos de Almeida PSTU Adão dos Santos PSTU        | 161    | —                                                     | 7.483     | 0,07%      |
| Roner Anderson PV                 | Jair do Valle Filho PV Márcia dos Santos PV        | 430    | —                                                     | 7.137     | 0,06%      |
| Otávio Röhrig PSTU                | André Angelo Behle PSTU Laís Sabbado PSTU          | 162    | —                                                     | 4.426     | 0,04%      |
| Ágis Caraíba PSC                  | Enno de Almeida PSC Neusa Nunes Vieira PSC         | 200    | —                                                     | 3.307     | 0,03%      |
| Guilherme Giordano PCO            | Paulo de Lima PCO Tereza Souza PCO                 | 290    | —                                                     | 1.137     | 0,01%      |

## Deputados federais eleitos
Representação eleita
  PMDB: 7
  PT: 7
  PPB: 6
  PDT: 3
  PTB: 3
  PSDB: 1
  PSB: 1
  PL: 1
  PPS: 1
  PFL: 1

Fonteː
| Número | Deputados federais eleitos | Partido | Votação | Percentual |
| 1566   | Eliseu Padilha             | PMDB    | 190.420 | 3,23       |
| 1111   | Júlio Redecker             | PPB     | 188.213 | 3,20       |
| 1112   | José Otávio Germano        | PPB     | 176.571 | 3,00       |
| 4544   | Yeda Crusius               | PSDB    | 170.744 | 2,90       |
| 1370   | Maria do Rosário           | PT      | 143.901 | 2,44       |
| 1145   | Augusto Nardes             | PPB     | 137.558 | 2,33       |
| 1144   | Luis Carlos Heinze         | PPB     | 132.395 | 2,25       |
| 1307   | Paulo Pimenta              | PT      | 128.495 | 2,18       |
| 4040   | Beto Albuquerque           | PSB     | 126.354 | 2,14       |
| 1221   | Pompeo de Mattos           | PDT     | 112.832 | 1,91       |
| 1510   | Jorge Ribeiro Filho        | PMDB    | 112.792 | 1,91       |
| 1300   | Tarcísio Zimmermann        | PMDB    | 107.238 | 1,82       |
| 2233   | Paulo José Gouvea          | PL      | 103.959 | 1,76       |
| 1133   | Francisco Turra            | PPB     | 100.529 | 1,70       |
| 1380   | Luciana Genro              | PT      | 99.629  | 1,69       |
| 1515   | José Ivo Sartori           | PMDB    | 98.903  | 1,68       |
| 1502   | Darcísio Perondi           | PMDB    | 96.817  | 1,64       |
| 1234   | Alceu Collares             | PDT     | 91.855  | 1,56       |
| 2300   | Nelson Fernandes           | PPS     | 87.693  | 1,49       |
| 1114   | Érico Ribeiro              | PPB     | 87.298  | 1,48       |
| 1355   | Adão Pretto                | PT      | 86.949  | 1,47       |
| 1520   | Cezar Schirmer             | PMDB    | 86.647  | 1,47       |
| 1277   | Enio Bacci                 | PDT     | 84.238  | 1,43       |
| 1313   | Henrique Fontana           | PT      | 79.478  | 1,35       |
| 1344   | Orlando Desconsi           | PT      | 77.330  | 1,31       |
| 1456   | Edir de Oliveira           | PTB     | 75.003  | 1,27       |
| 1580   | Osvaldo Biolchi            | PMDB    | 74.284  | 1,26       |
| 1399   | Ary Vanazzi                | PT      | 73.277  | 1,24       |
| 2522   | Onyx Lorenzoni             | PFL     | 62.160  | 1,05       |
| 1412   | Neiva Marques              | PTB     | 61.637  | 1,04       |
| 1420   | Reinaldo Santos e Silva    | PTB     | 43.716  | 0,74       |

## Deputados estaduais eleitos
São relacionados os candidatos eleitos com informações complementares da Assembleia Legislativa.

Representação eleita
  PT: 13
  PPB: 10
  PMDB: 9
  PDT: 7
  PTB: 6
  PPS: 3
  PSDB: 3
  PSB: 2
  PFL: 1
  PCdoB: 1

Fonteː
| Número | Deputados estaduais eleitos      | Partido | Votação | Cidade onde nasceu        | Unidade federativa |
| 11111  | Vilson Covatti                   | PPB     | 94.095  | Palmitinho                | Rio Grande do Sul  |
| 13400  | Raul Pont                        | PT      | 69.458  | Uruguaiana                | Rio Grande do Sul  |
| 15138  | João Osório                      | PMDB    | 68.156  | Cachoeira do Sul          | Rio Grande do Sul  |
| 12212  | Vieira da Cunha                  | PDT     | 62.912  | Cachoeira do Sul          | Rio Grande do Sul  |
| 13120  | Bohn Gass                        | PT      | 60.578  | Santo Cristo              | Rio Grande do Sul  |
| 23234  | Cezar Busatto                    | PPS     | 57.235  | Veranópolis               | Rio Grande do Sul  |
| 45677  | Ruy Pauletti                     | PSDB    | 57.035  | Caxias do Sul             | Rio Grande do Sul  |
| 14191  | Iradir Pietroski                 | PTB     | 55.397  | Itatiba do Sul            | Rio Grande do Sul  |
| 12125  | Giovani Cherini                  | PDT     | 55.185  | Soledade                  | Rio Grande do Sul  |
| 11112  | João Fischer                     | PPB     | 54.823  | Taquara                   | Rio Grande do Sul  |
| 13113  | Flávio Koutzii                   | PT      | 54.787  | Porto Alegre              | Rio Grande do Sul  |
| 11122  | Frederico Antunes                | PPB     | 53.833  | Uruguaiana                | Rio Grande do Sul  |
| 13413  | Ronaldo Zülke                    | PT      | 52.303  | São Leopoldo              | Rio Grande do Sul  |
| 65165  | Jussara Cony                     | PCdoB   | 51.592  | Quaraí                    | Rio Grande do Sul  |
| 13240  | Ivar Pavan                       | PT      | 51.268  | Aratiba                   | Rio Grande do Sul  |
| 12011  | Floriza dos Santos               | PDT     | 51.145  | São Sebastião do Caí      | Rio Grande do Sul  |
| 11240  | Adolfo Brito                     | PPB     | 50.062  | Sobradinho                | Rio Grande do Sul  |
| 14102  | Edemar Vargas                    | PTB     | 49.577  | Tupanciretã               | Rio Grande do Sul  |
| 15640  | Luiz Fernando Salvadori Záchia   | PMDB    | 47.384  | Porto Alegre              | Rio Grande do Sul  |
| 11055  | Jair Soares                      | PPB     | 47.178  | Porto Alegre              | Rio Grande do Sul  |
| 40900  | Sergio Peres                     | PSB     | 46.652  | Santo Antônio da Patrulha | Rio Grande do Sul  |
| 11123  | José Haidar Farret               | PPB     | 46.380  | Santa Maria               | Rio Grande do Sul  |
| 15515  | Elmar Schneider                  | PMDB    | 46.358  | Estrela                   | Rio Grande do Sul  |
| 13690  | Sérgio Antônio Görgen            | PT      | 44.849  | Não-Me-Toque              | Rio Grande do Sul  |
| 13655  | Dionilso Marcon                  | PT      | 44.634  | Ronda Alta                | Rio Grande do Sul  |
| 11250  | Luiz Valdir Andres               | PPB     | 42.808  | São Luiz Gonzaga          | Rio Grande do Sul  |
| 12345  | Kalil Sehbe Neto                 | PDT     | 42.794  | Caxias do Sul             | Rio Grande do Sul  |
| 12244  | Paulo Azeredo                    | PDT     | 41.575  | Montenegro                | Rio Grande do Sul  |
| 11444  | Marco Peixoto                    | PPB     | 41.308  | Santiago                  | Rio Grande do Sul  |
| 13013  | Adão Villaverde                  | PT      | 41.047  | Alegrete                  | Rio Grande do Sul  |
| 15000  | Alceu Moreira                    | PMDB    | 40.887  | Osório                    | Rio Grande do Sul  |
| 14121  | Osmar Severo                     | PTB     | 40.422  | Venâncio Aires            | Rio Grande do Sul  |
| 23200  | Bernardo de Souza                | PPS     | 40.158  | Pedro Osório              | Rio Grande do Sul  |
| 40125  | Heitor Schuch                    | PSB     | 39.886  | Santa Cruz do Sul         | Rio Grande do Sul  |
| 14130  | Abílio dos Santos                | PTB     | 39.790  | Canoas                    | Rio Grande do Sul  |
| 13444  | Luís Fernando Schmidt            | PT      | 38.723  | Lajeado                   | Rio Grande do Sul  |
| 14120  | Manoel Maria dos Santos          | PTB     | 38.361  | Três Barras               | Santa Catarina     |
| 14113  | Luís Augusto Lara                | PTB     | 38.227  | Bagé                      | Rio Grande do Sul  |
| 15150  | Alexandre Postal                 | PMDB    | 38.198  | Guaporé                   | Rio Grande do Sul  |
| 15550  | Janir Branco                     | PMDB    | 38.074  | Rio Grande                | Rio Grande do Sul  |
| 15205  | Jair Foscarini                   | PMDB    | 37.444  | Novo Hamburgo             | Rio Grande do Sul  |
| 13160  | Edson Portilho                   | PT      | 37.374  | Sapucaia do Sul           | Rio Grande do Sul  |
| 11411  | Jerônimo Goergen                 | PPB     | 37.229  | Palmeira das Missões      | Rio Grande do Sul  |
| 11233  | Pedro Westphalen                 | PPB     | 36.044  | Cruz Alta                 | Rio Grande do Sul  |
| 12267  | João Luiz Vargas                 | PDT     | 35.774  | São Sepé                  | Rio Grande do Sul  |
| 15500  | Márcio Biolchi                   | PMDB    | 35.241  | Carazinho                 | Rio Grande do Sul  |
| 12412  | Adroaldo Loureiro                | PDT     | 34.853  | Santo Ângelo              | Rio Grande do Sul  |
| 13001  | Estilac Martins Rodrigues Xavier | PT      | 33.564  | Santa Maria               | Rio Grande do Sul  |
| 45009  | Sanchotene Felice                | PSDB    | 33.163  | Uruguaiana                | Rio Grande do Sul  |
| 25500  | Marlon Santos                    | PFL     | 32.845  | Cachoeira do Sul          | Rio Grande do Sul  |
| 13900  | Sérgio Stasinski                 | PT      | 31.922  | Camaquã                   | Rio Grande do Sul  |
| 23123  | Berfran Rosado                   | PPS     | 29.306  | Rosário do Sul            | Rio Grande do Sul  |
| 45122  | Paulo Brum                       | PSDB    | 28.543  | Fontoura Xavier           | Rio Grande do Sul  |
| 15602  | Nelson Härter                    | PMDB    | 27.625  | Pelotas                   | Rio Grande do Sul  |
| 13607  | Fabiano Pereira                  | PT      | 26.285  | Santa Maria               | Rio Grande do Sul  |